# Ulrika Bergman (Schauspielerin)
Ulrika Louise Bergman (* 5. Februar 1985) ist eine schwedische Schauspielerin, die durch die Rolle der Annika in Eva und Adam bekannt wurde.
Bergman lernt seit ihrem zehnten Lebensjahr Orgel zu spielen. Zuerst spielte sie nur die elektronische Orgel, inzwischen spielt sie aber auch Kirchenorgel.

## Filmografie
- 1999: Eva und Adam als Annika
- 2001: Eva und Adam – Vier Geburtstage und ein Fiasko (Eva & Adam – fyra födelsedagar och ett fiasko) als Annika